# Contrada Granda
Contrada Granda è il toponimo tradizionale che indica il tracciato della strada principale del centro storico di Conegliano, comprendente via XX Settembre, Piazza Cima e via Beato Marco Ongaro.
Su questa via si affaccia la gran parte delle architetture di maggior pregio della città, alcune di grande valore artistico e storico-culturale.

## Le architetture dellaContrada

### Porta Dante

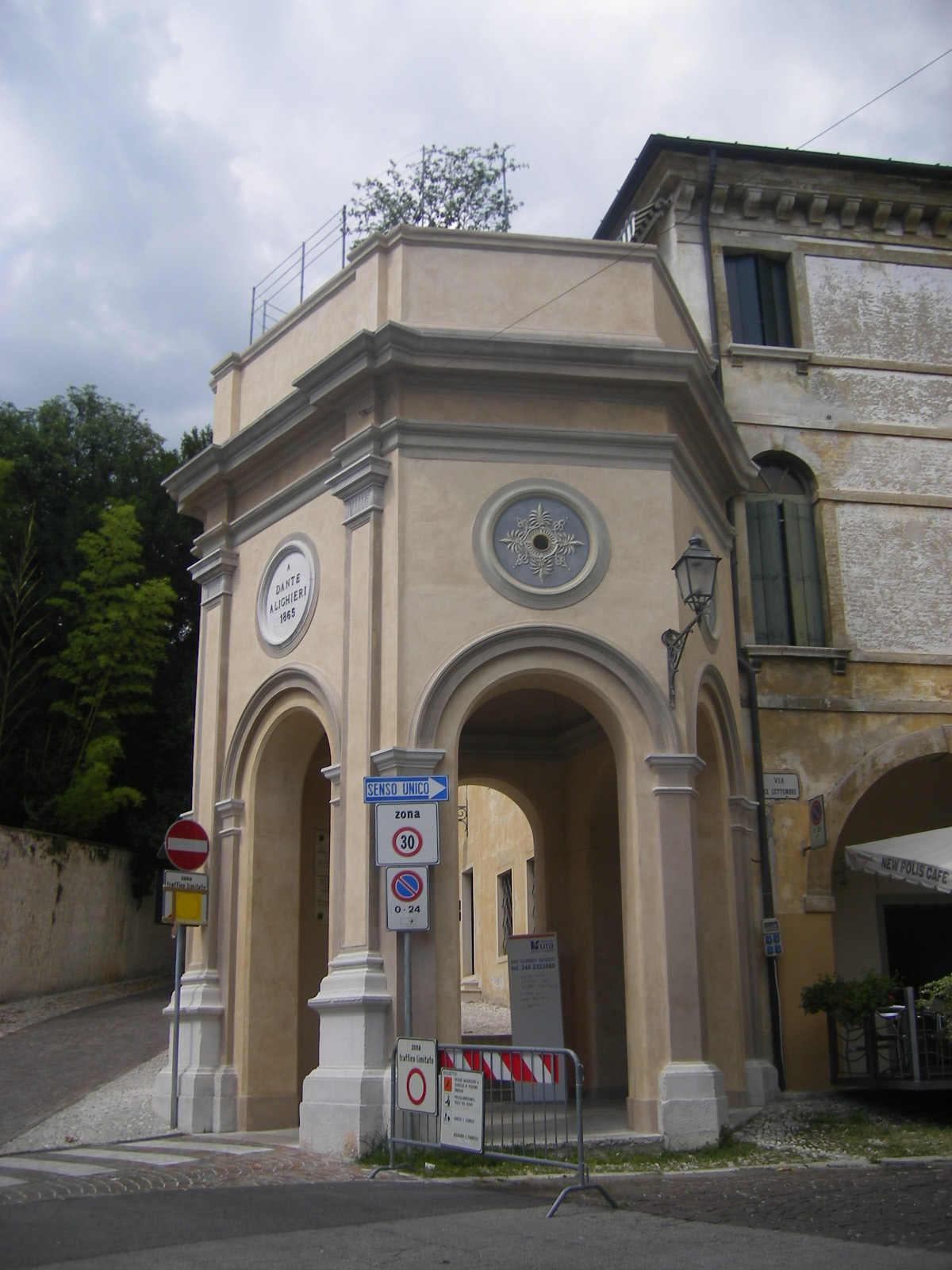
Porta Dante, la torretta sul lato nord

L'ingresso alla Contrada si effettua dal lato ovest, un tempo Porta Ruio, aperto da due torrette di moderna fattura risalenti al 1865, denominate Porta Dante, poiché costruite in occasione del sesto centenario della nascita di Dante Alighieri; un'effigie sulla torre di sinistra ricorda la ricorrenza, mentre su quella di destra una formella contiene un bassorilievo con il profilo del poeta.
Le due strutture hanno pianta esagonale, con cinque lati aperti da archi a tutto sesto; la sommità di entrambe forma una terrazza annessa ai palazzi adiacenti.

### Facciate del lato nord

#### Scuola dei Battuti e Duomo
La facciata più importante della Contrada è quella della Scuola dei Battuti, edificio trecentesco tutto affrescato con scene bibliche e immagini mitologiche e geometrici, con un portico aperto da nove grandi arcate ogivali, che consentono l'accesso al Duomo, alla cui facciata il palazzo è addossato.
All'interno del Duomo, oltre ad alcuni antichi affreschi, sono conservate due importanti pale di artisti coneglianesi del Rinascimento: San Francesco che riceve le stimmate e altri santi del Beccaruzzi e Madonna in trono col Bambino fra angeli e santi del Cima.

#### Casa Biffis

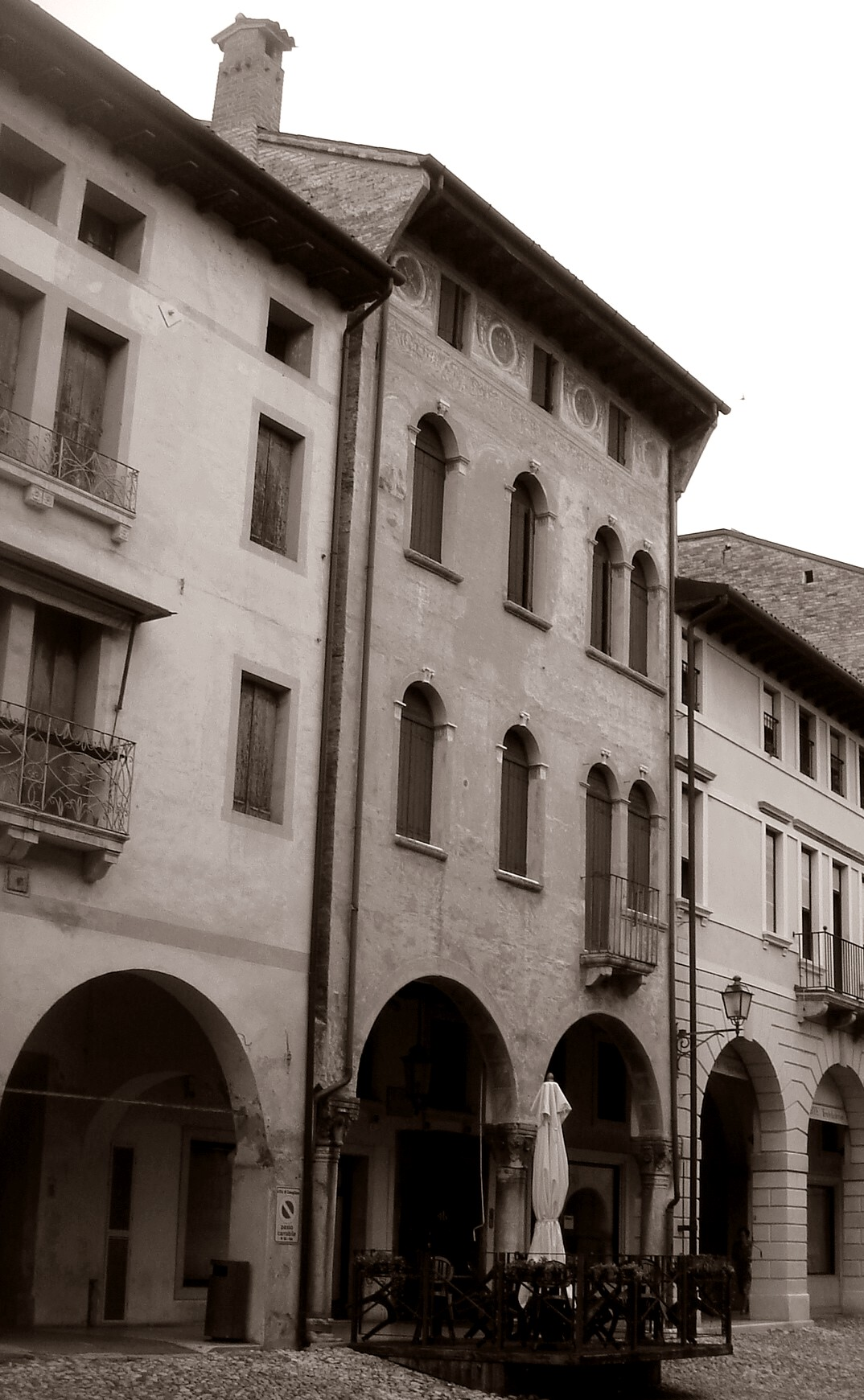
Casa Biffis

Tipico palazzo quattrocentesco, Casa Biffis ha una facciata tutta dipinta con affreschi rinascimentali, malgrado la superficie pittorica si sia nei secoli deteriorata; attualmente si conserva bene la decorazione della parte alta (motivi geometrico-floreali), protetta dalla sporgenza del tetto.
La facciata del palazzo si mostra con le due arcate a tutto sesto del portico al piano terra sostenute da colonne gotiche, sotto cui si aprono le aperture del piano terra e del mezzanino.
I due piani nobili hanno la stessa forometria, costituita asimmetricamente da una coppia di monofore a tutto sesto, a destra, e da una bifora a sinistra.
Nel sottotetto tre piccole finestre quadrate disposte simmetricamente segnano la presenza di un ammezzato.

#### Palazzo Da Collo e oratorio dell'Assunta

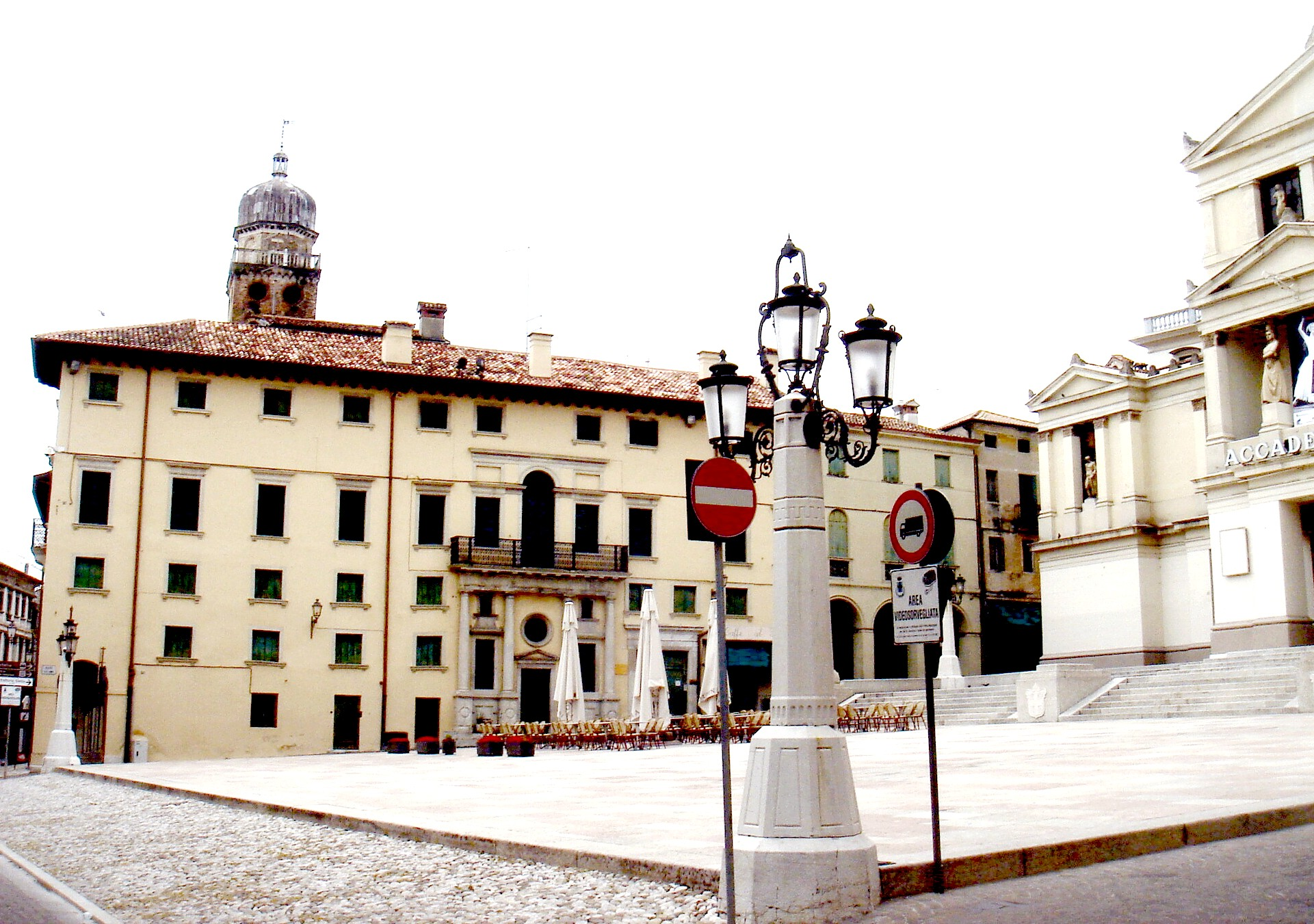
Piazza Cima con Palazzo Da Collo e il Teatro Accademia

Palazzo Da Collo è un edificio risalente al XVI secolo, occupante l'intero lato occidentale di Piazza Cima; esso fu dimora della famiglia Da Collo, appartenente in origine alla nobiltà cenedese e entrata a far parte del Magnifico Consiglio di Conegliano nel 1451.
Questo edificio, di grande imponenza, ha la facciata principale sviluppata in lunghezza e rivolta sulla piazza, mentre sulla via ha una facciata molto stretta e sviluppata in altezza. Lo stile della dimora dei Da Collo è quello di un palazzo rinascimentale di tre piani, la cui forometria conta un gran numero di monofore rettangolari (quelle del piano nobile in cornice lapidea) a evidenziarne i livelli.
In posizione approssimativamente centrale (data l'asimmetria) è inscritta nelle linee della facciata del palazzo, quella dell'oratorio privato, dedicato all'Assunzione di Maria (come il Duomo): le sue forme sono scandite da quattro colonne di ordine dorico, che la tripartiscono, formando un settore centrale contenente un piccolo rosone e il portale timpanato; l'interno è un'unica aula, oggi sconsacrata: tale ambiente era adibito a ospitare le sepolture di numerosi esponenti dei Da Collo.
Essendo in pendenza, la facciata del palazzo è stata adeguata al dislivello per mezzo di uno stratagemma: la parte a sinistra dell'oratorio, a livello della Contrada, ha due mezzanini sovrapposti, mentre la parte a destra dell'oratorio, più in alto sul dolce pendio del Colle di Giano, ha un solo mezzanino, facendo sì che la struttura del palazzo non perda l'armonia delle sue parti.

#### Casa Sbarra

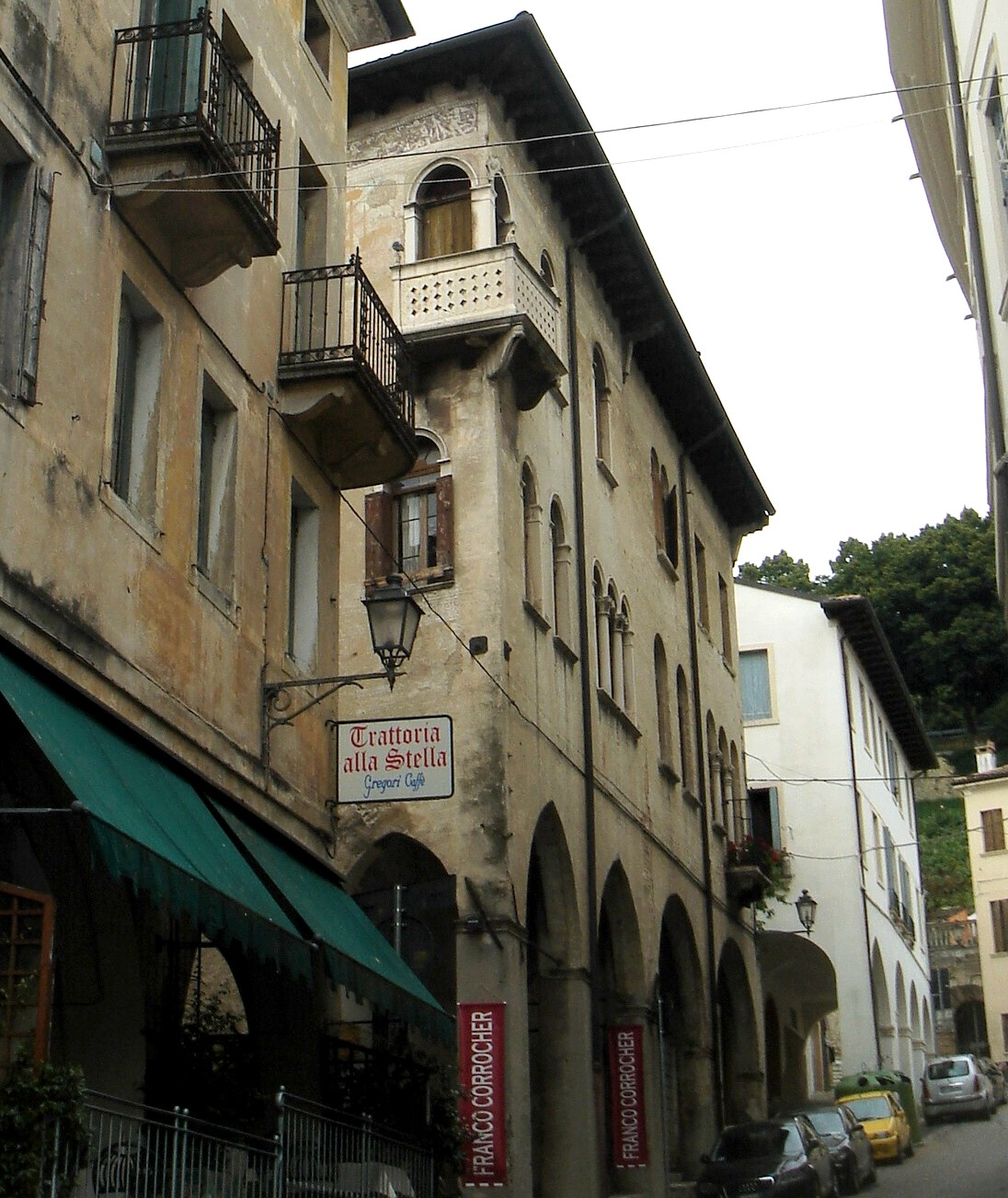
Casa Sbarra vista dalla piazza

All'angolo tra via Accademia e via Cima, poco oltre Palazzo Da Collo, dalla Contrada si scorgono le due facciate di Casa Sbarra, palazzo quattrocentesco di grande importanza artistica.
Sulla facciata di via Cima, dove risalta la sagoma di due caminetti, si conservano, seppure in gran parte rovinati dai secoli, dei preziosi affreschi rinascimentali, che ne coprono l'intera superficie; quelli della facciata principale sono quasi completamente cancellati.
Casa Sbarra, elegante edificio di tre piani, al piano terra ha un portico con arconi ogivali, sotto il quale si possono vedere, in buono stato di conservazione, due affreschi: Crocefissione e Madonna in trono tra quattro santi. 

I due piani superiori sono aperti da monofore a tutto sesto disposte asimmetricamente, ma il piano nobile è impreziosito anche da due trifore.
Caratteristica e degna di nota è una terrazzetta ad angolo in pietra, sporgente dall'ultimo piano del palazzo, con vista su Piazza Cima, su Piazzetta 18 luglio 1866 e su via XX Settembre.

#### Piazza Cima e Teatro Accademia
Piazza Cima è il cuore della Contrada e del centro storico: data la sua posizione sulla parte bassa del Colle di Giano, la piazza ha la caratteristica di essere in lieve pendenza.
Il lato ovest è occupato da Palazzo da Collo, il lato sud dalla Contrada e dalla piazzetta, il lato est dal Municipio. 

Il lato nord è invece sede di un'imponente costruzione neoclassica progettata da Andrea Scala nel XIX secolo, il Teatro Accademia, importante sede di spettacoli teatrali e concerti.
Piazza Cima è nota anche per essere stata scenario di alcune scene di Signore & signori, celebre film del 1966, diretto da Pietro Germi e incentrato su una satira della dolce vita post boom economico nella provincia veneta.

#### Palazzo Municipale

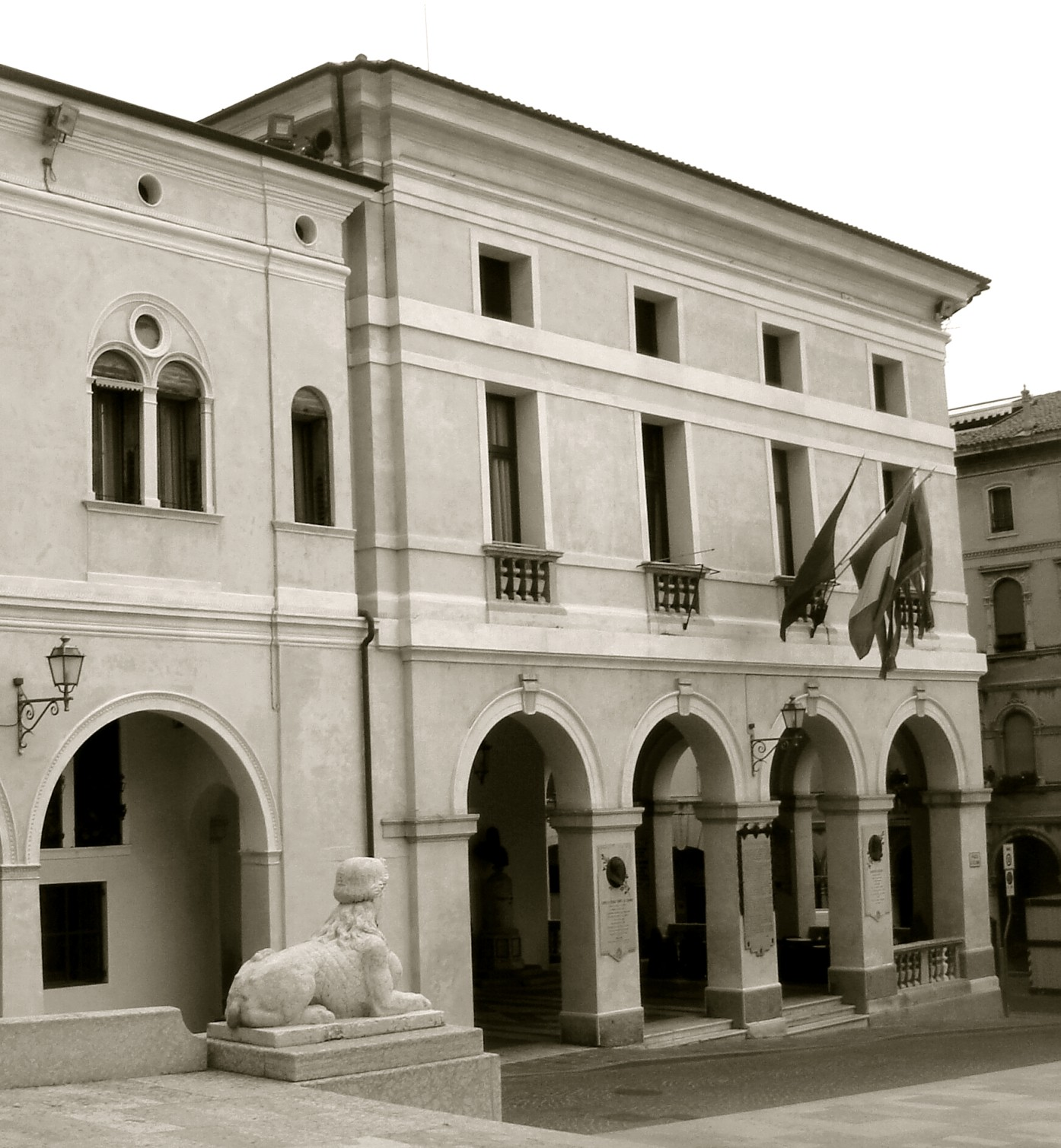
Palazzo del Municipio, facciata su piazza Cima

Il Municipio di Conegliano è un edificio del XVIII secolo, progettato dall'architetto Ottavio Scotti. 

Ha due facciate simili, una sulla Contrada e quella principale sulla piazza: quest'ultima, disposta su tre livelli, ha il piano terra aperto da quattro grandi arcate a tutto sesto, che danno accesso al portico, dove, affiancate al grande portale, sono poste due colonne in marmo con i busti di Giuseppe Garibaldi e Vittorio Emanuele II di Savoia; al piano nobile, disposte simmetricamente, ci sono quattro monofore rettangolari con balaustra; al secondo piano un sottotetto aperto da quattro finestrelle quadrate. Tutti i livelli sono marcati da spesse cornici marcapiano.
All'interno, nella sala del consiglio comunale, le pareti sono decorate con affreschi della scuola del pittore veneziano Giovan Battista Canal.

#### Palazzo Montalban vecchio

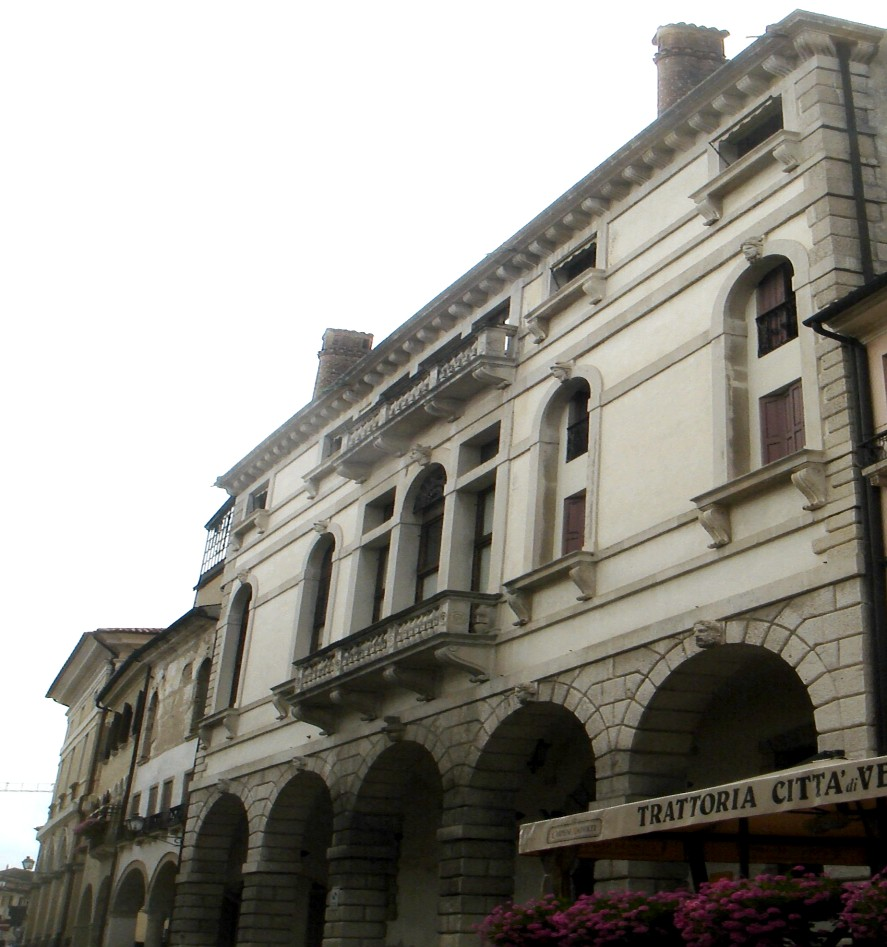
Palazzo Montalban vecchio

Palazzo Montalban vecchio è la più antica delle due dimore dei Montalban presenti in Contrada: si tratta di un palazzo del XVI secolo, costruito su progetto della scuola di Michele Sammicheli.
La facciata simmetrica ha un tipico impianto cinquecentesco, coi tre livelli evidenziati da marcapiano: cinque alte arcate a tutto sesto con mascherone in chiave di volta al piano terra, dove è collocato centralmente il portale, anch'esso a tutto sesto e con lo stemma della nobile casata in chiave; il portico è coperto da cinque volte a crociera. Le aperture del piano nobile, tutte dotate di mascherone, sono due coppie di monofore a tutto sesto ai lati (poi parzialmente murate e contenenti ciascuna due monofore rettangolari sovrapposte) e, al centro, una grande serliana con balaustra. Il sottotetto è aperto da monofore quadrangolari (centralmente riunite a formare una trifora dotata di parapetto) e percorso in alto da un cornicione dentellato.
Internamente alcune stanze sono decorate da stucchi e rese eleganti da antichi caminetti; tra tutte va ricordata la stanza detta "della regina", dove fu ospitata la figlia del re di Polonia Federico Augusto, Maria Amalia di Sassonia.

#### Monte di Pietà

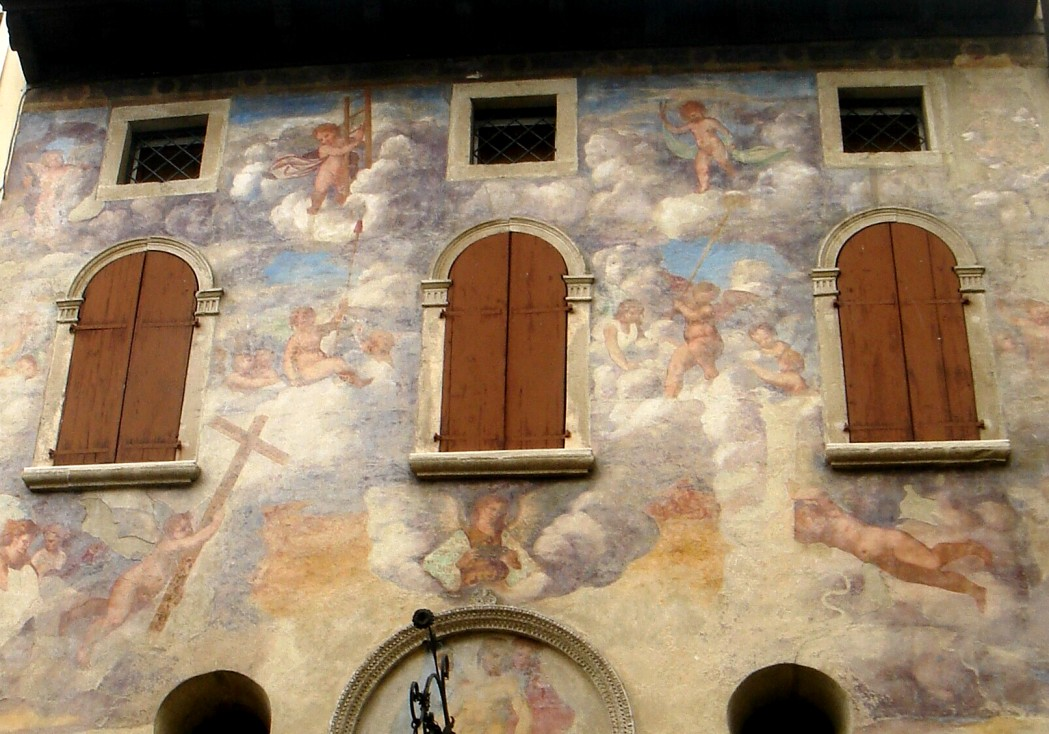
Affreschi della facciata del Monte di Pietà

Il palazzo noto come Monte di Pietà, attualmente sede di un'attività alberghiera (Albergo Canon d'Oro), è un edificio del XVI secolo, tra i più caratteristici e preziosi della Contrada.
La sua storia incominciò nel 1494 quando la comunità ottenne dal doge il permesso di istituirlo, purtroppo però la mancanza di fondi bloccò il progetto, che venne ripreso solo dopo la predicazione di frà Agostino di Padova , il suo intervento fu talmente incisivo che il 22 settembre venne riaperto nello stesso identico luogo dove lo troviamo oggi.
L'attuale architettura è conseguenza di una profonda ristrutturazione avvenuta nel 1522 e del successivo intervento di Ludovico Fiumicelli (vissuto dal 1500 circa al 1582) che, dopo il 1524, vi affrescò La Pietà (in lunetta). 
È rappresentato sullo sfondo di un cielo azzurro, un gran numero di putti e angeli tra le nuvole, alcuni dei quali portanti i simboli della passione di Cristo: una croce, una colonna...
Dal punto di vista architettonico, il Monte di Pietà è un palazzetto di tre piani coi due archi del pian terreno, sostenuti da una colonna di ordine composito (con elementi ionici e corinzi); sopra la volta degli archi sono presenti due oculi, rispetto ai quali la lunetta si posiziona al centro; il primo piano ha tre monofore a tutto sesto inserite in una cornice in pietra, a cui corrispondono nel sottotetto tre piccole finestre quadrate.

#### Palazzo Graziani e oratorio dell'Annunziata

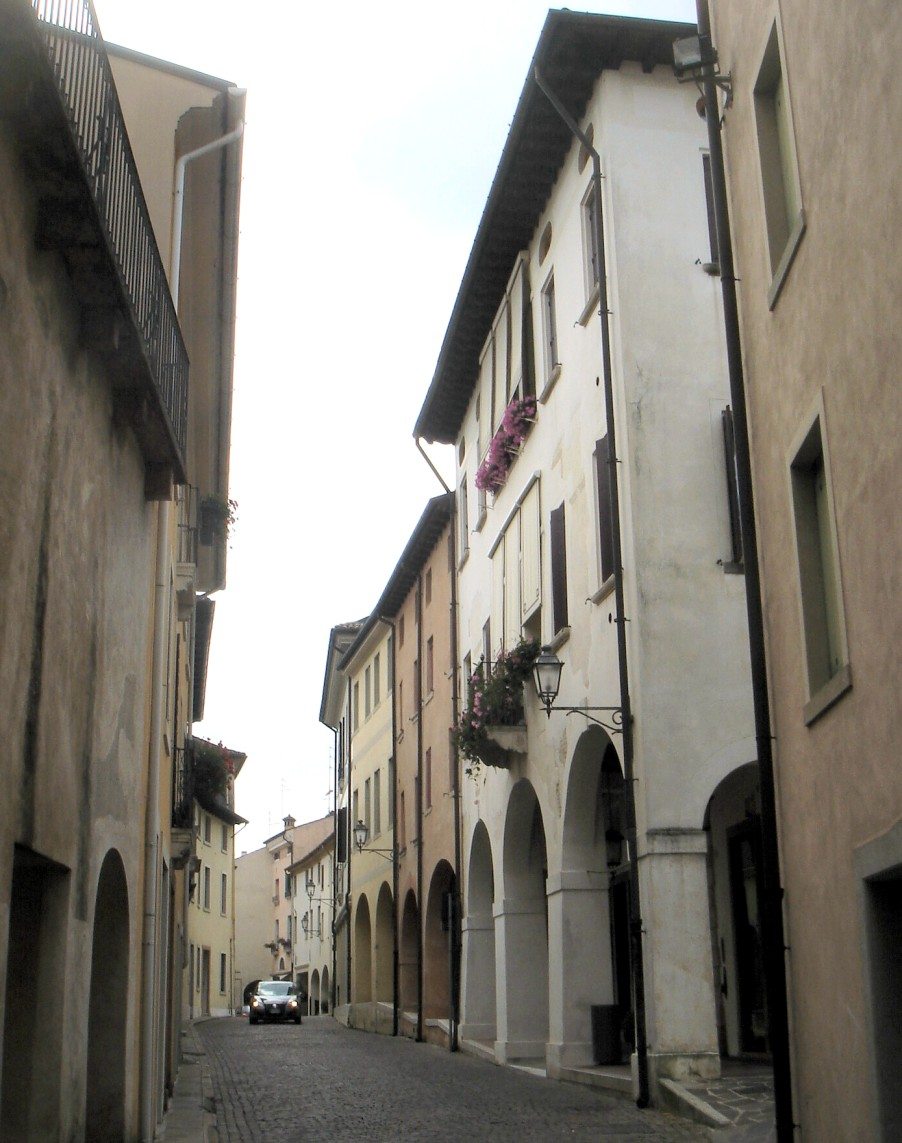
Palazzo Graziani

Palazzo Graziani è un edificio cinquecentesco di tre piani più un ammezzato nel sottotetto, caratterizzato da piccole aperture ovali. La facciata è simmetrica e, un tempo era decorata da affreschi con motivi geometrici, di cui attualmente, dopo un accurato restauro, restano alcune tracce scalpellate dagli intonaci moderni. Il primo piano è porticato, con tre arcate, i due piani hanno centralmente, tra coppie di monofore rettangolari, due ordini di trifore a tutto sesto.
Annesso al palazzo, sul suo lato destro, dove si imbocca il percorso pedonale della calle degli Asini (che conduce al Castello), c'è l'oratorio dell'Annunziata, ora in cattivo stato di conservazione e usato come deposito.

### Facciate del lato sud

#### Casa Piutti

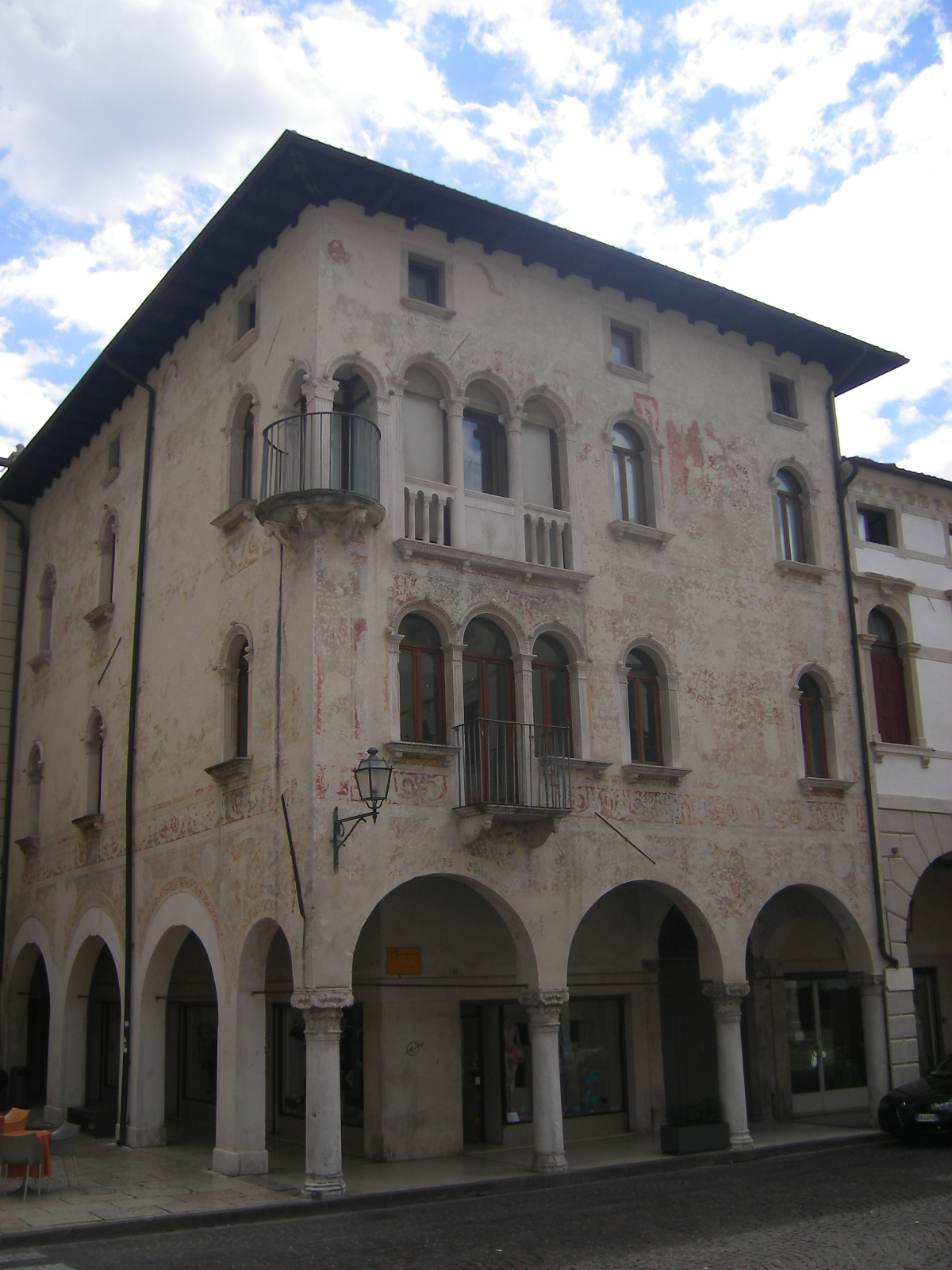
Casa Piutti

Casa Piutti è un palazzo rinascimentale del XV secolo, posto ad angolo della piazzetta 18 luglio 1866, con la facciata che dà su piazza Cima. Di grande bellezza, oltre agli elementi architettonici, sono le decorazioni a fresco presenti su entrambe le facciate.
Disposta su quattro livelli e asimmetrica, Casa Piutti ha la facciata sulla Contrada aperta da tre arcate a tutto sesto sostenute da colonne corinzie al piano terra, da due ordini di trifore ai due piani nobili e da tre finestrelle quadrate nel sottotetto. 

La facciata sulla piazzetta ha quattro arcate al piano terra e ai piani nobili semplici monofore. 

Caratteristica, infine, la bifora ad angolo posta al secondo piano, sostenuta da un pilastrino e da un parapetto semicircolare in ferro battuto.
Ricordato come dimora della famiglia Piutti, l'edificio è stato a lungo sede delle scuole pubbliche di Conegliano, già in età umanistica.

#### Piazzetta 18 luglio 1866 e Scalinata degli Alpini
Via centrale che collega viale Carducci (dove sorge la stazione ferroviaria di Conegliano) e l'area di San Rocco alla Contrada e a piazza Cima è la Scalinata degli Alpini, la quale culmina sotto la loggia ottocentesca di piazzetta 18 luglio 1866, piccolo spiazzo lastricato con al centro un pozzo; il lato est della piazzetta è chiuso da Casa Piutti, mentre il lato nord resta aperto sulla via e sulla piazza.

#### Casa Colussi

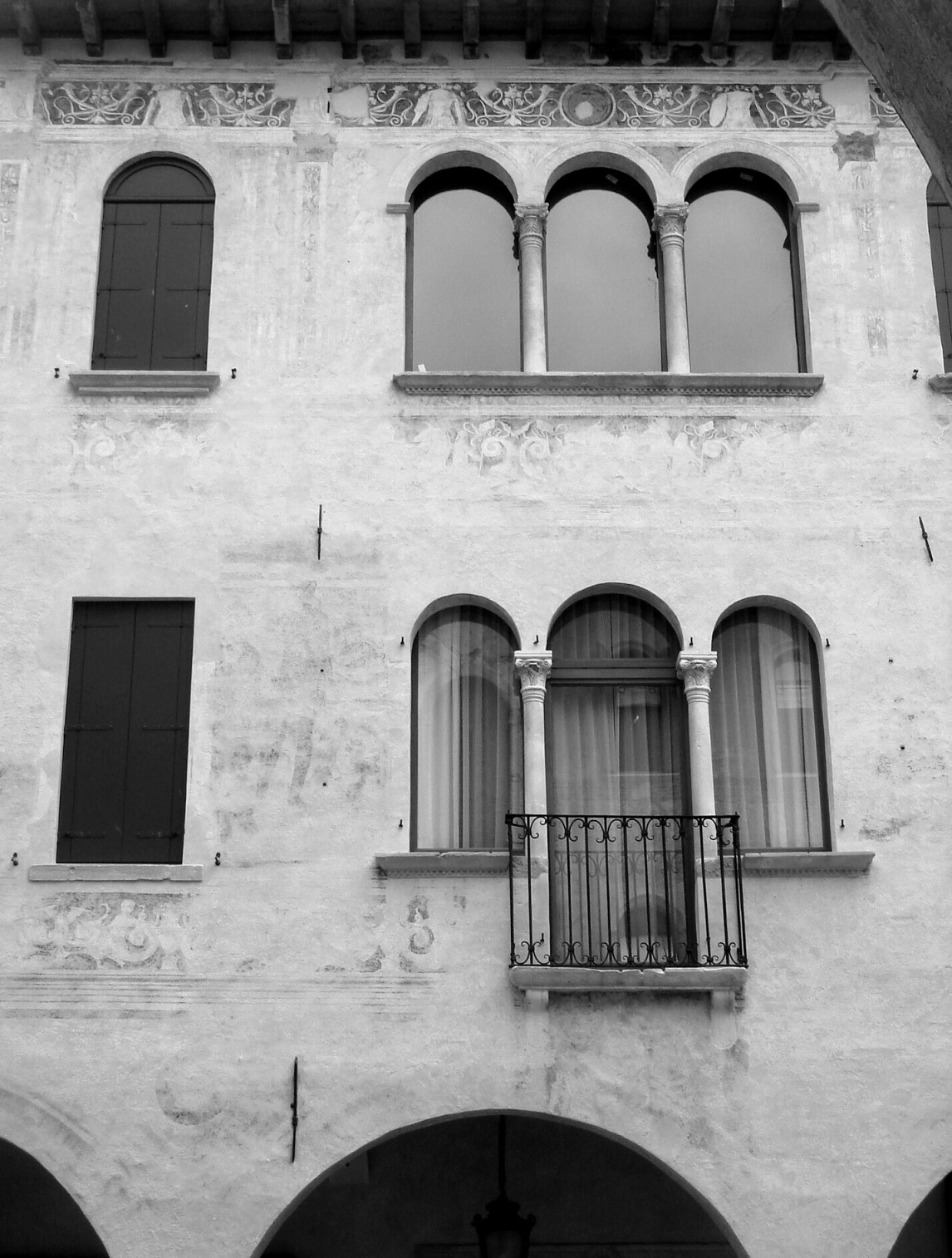
Le trifore di Casa Colussi

Edificio rinascimentale, Casa Colussi si trova di fronte alle facciate comprese tra Municipio e Palazzo Montalban vecchio. La sua facciata è completamente affrescata, ma buona parte della superficie pittorica si è persa; tuttavia, dopo il restauro degli anni 2000, ha riacquistato colore e splendore.
Al piano terra il consueto portico è aperto da tre arcate sostenute da due colonne con capitello gotico; nel sottoportico, a sinistra, si trova l'affresco meglio conservato, Trinità, Madonna e Bambino.
I due piani superiori, secondo una perfetta simmetria, seguono lo stesso schema: una coppia di monofore per lato (rettangolari al primo piano, a tutto sesto al secondo) e una trifora al centro (quella del primo piano con l'apertura centrale chiusa da parapetto).

#### Porta San Polo
Antico accesso da sud alla città murata e ancora oggi accesso meridionale della Contrada (via Marcatelli), Porta San Polo (comunemente detta della Campana) è una classica struttura di porta, col fornice a tutto sesto sovrastato da un piano, aperto da due finestre rettangolari.

#### Casa Longega

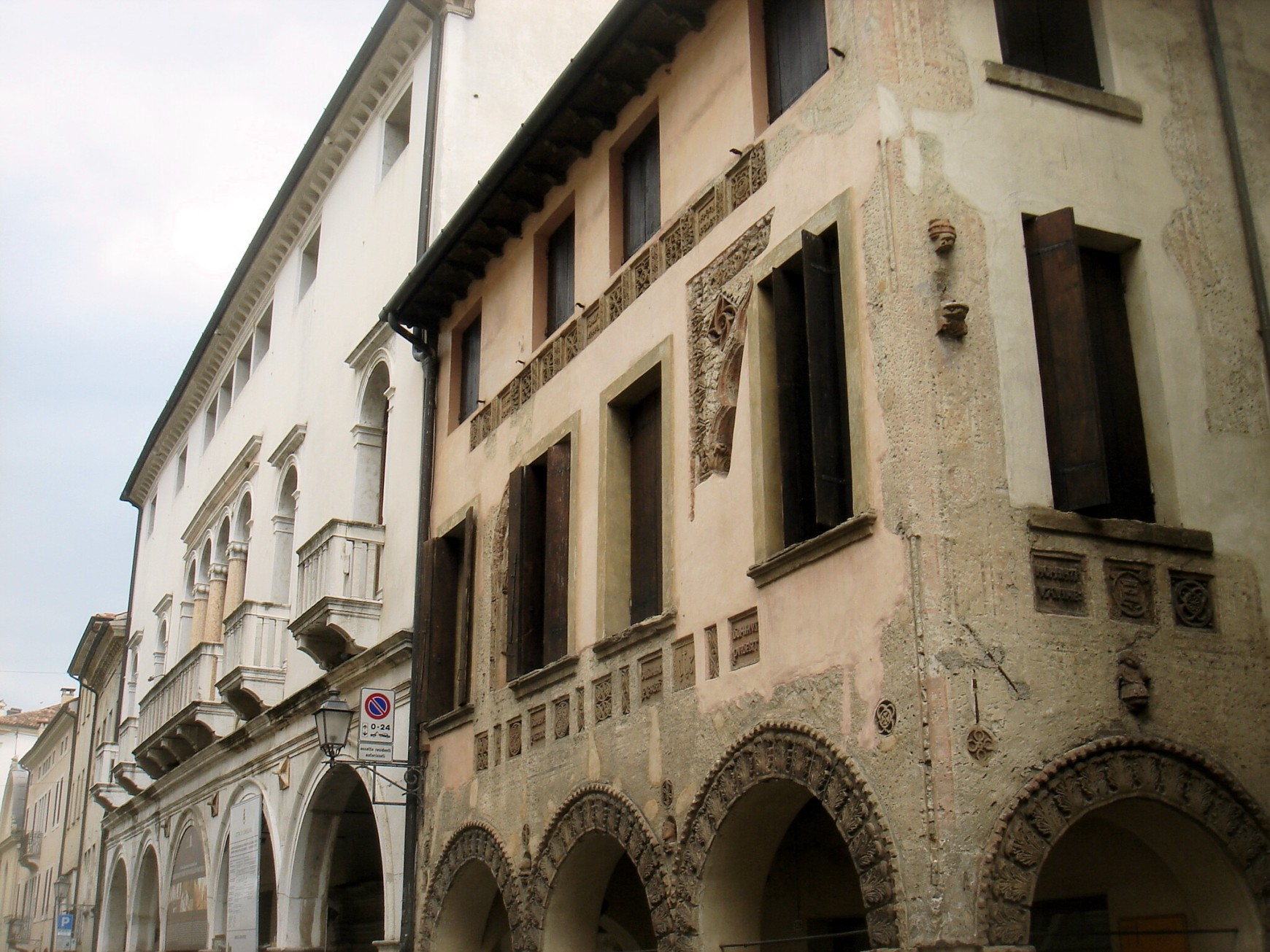
Palazzo Sarcinelli e Casa Longega

Tra le strutture di interesse maggiore c'è Casa Longega, del XV-XVI secolo: a renderla peculiare non è la struttura architettonica, che è quella di un edificio a due piani più ammezzato con portico al primo piano e aperture rettangolari, bensì la presenza di elementi scultorei sulla facciata principale e sulla piccolo prospetto laterale. Si tratta dell'inserimento di formelle e decori in cotto provenienti da un antico palazzo trecentesco: essi sono collocati sui capitelli, sulle volte delle arcate e al di sopra di esse, dando a Casa Longega uno stile inconfondibile; tra i bassorilievi teste, stemmi e iscrizioni.

#### Palazzo Sarcinelli
Palazzo Sarcinelli, ex sede della biblioteca comunale e sede della galleria d'arte di Conegliano, è una delle facciate rinascimentali più rappresentative della via, con una grande quadrifora impreziosita da elementi marmorei. Un tempo fu sede del ramo cenedese (poi coneglianese) della potente famiglia Sarcinelli, la quale possiede un palazzo anche a Serravalle.

#### Oratorio della Madonna della Salute
Inserito a metà del tratto compreso tra Porta San Polo e Porta Monticano, l'oratorio della Madonna della Salute è un edificio di una certa importanza storica, legato alle vicende della pestilenza che nel XVII secolo colpì Conegliano.

#### Palazzo Montalban nuovo

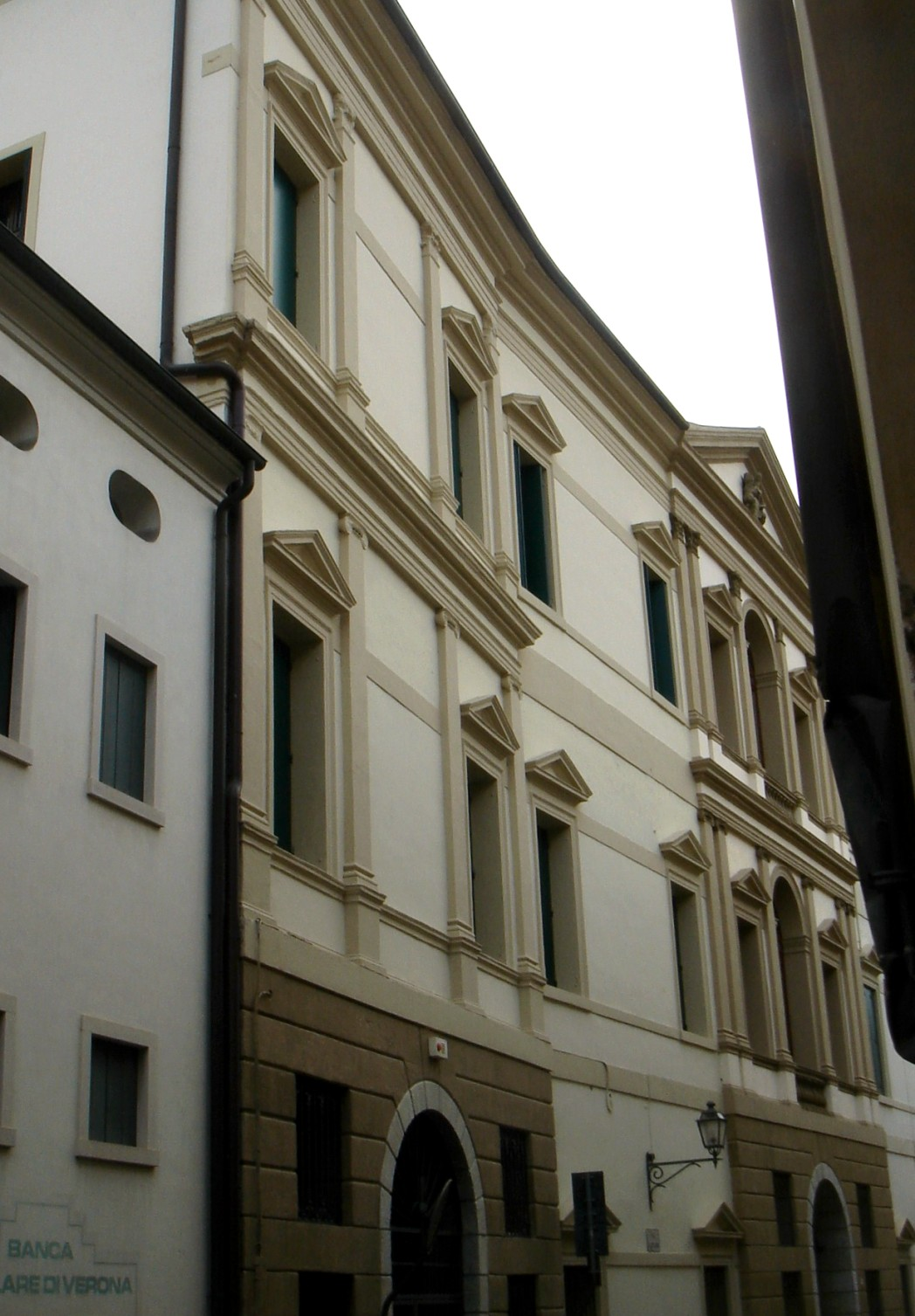
Palazzo Montalban nuovo, facciata sulla Contrada

Tra gli edifici più moderni e imponenti della Contrada Granda, c'è Palazzo Montalban nuovo, struttura settecentesca progettata da Andrea Zorzi. Posto in adiacenza con l'oratorio della Madonna della Salute e a breve distanza dal Monte di Pietà, dove la via s'incurva leggermente, secondo la forma del Colle di Giano, il palazzo si distingue subito dagli altri per la maggiore altezza, per le linee neoclassiche e per la forma leggermente arcuata.
L'edificio ha la peculiarità di possedere due facciate gemelle, una sulla Contrada e una su via XI Febbraio, la strada sottostante. La loro struttura è divisa in cinque parti, con la centrale e le laterali tripartite da lesene di ordine ionico al primo piano e di ordine corinzio al secondo; a questi tre settori dei piani nobili corrisponde il bugnato delle tre parti del piano terra, dove sono disposti i tre portali d'ingresso, che richiamano la forma della serliana.
La forometria conta due monofore rettangolari timpanate per piano in ciascuna delle quattro parti laterali, mentre al centro tra le monofore è inserita anche un'apertura maggiore a tutto sesto e dotata di balaustra; la parte centrale è di maggiore importanza anche per la presenza di un grande timpano sulla sommità, contenente lo stemma dei Montalban.
Internamente, Palazzo Montalban nuovo conserva decorazioni di grande pregio e affreschi di Giovan Battista Canal; tali ambienti, attualmente perlopiù sede di uffici, sono soprattutto noti per aver ospitato Napoleone Bonaparte nel 1797.

### Porta Monticano

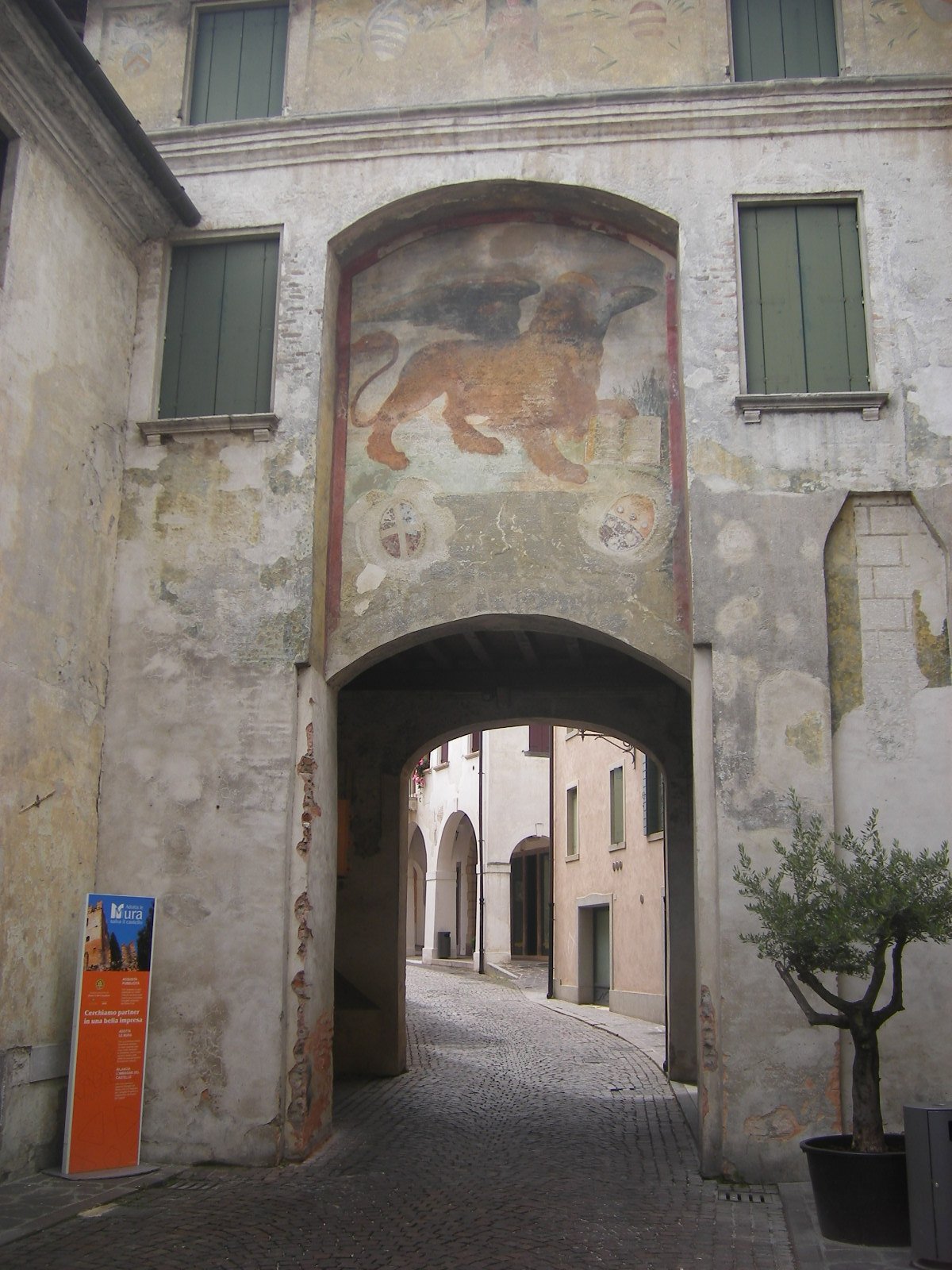
Porta Monticano, facciata esterna

Porta Monticano è l'uscita est della Contrada: il suo nome si deve al fatto che si affaccia sul fiume omonimo. Di epoca rinascimentale, è detta anche Porta Leone per la caratteristica immagine della sua facciata sul fiume: infatti, sopra l'arcata della porta, un grande affresco rappresenta il Leone di San Marco; vi sono dipinti anche degli stemmi e, sulla sommità della facciata, l'immagine della Giustizia, altro simbolo del potere della Serenissima.
Sotto l'arcata, le pareti sono dipinte con decorazioni di carattere floreale e geometrico. Sulla facciata interna che dà sulla Contrada, disadorna e adiacente a una vecchia torre, sono presenti una piccola nicchia affrescata con stemmi e simboli e, sotto di essa, un bassorilievo col leone di San Marco.